# Klarinettenkonzert (Copland)
Das Klarinettenkonzert von Aaron Copland (auch Konzert für Klarinette, Streicher und Harfe genannt) wurde zwischen 1947 und 1949 geschrieben, obwohl eine erste Version bereits 1948 verfügbar war. Das Konzert wurde später von Jerome Robbins für das Ballett Pied Piper (1951) choreographiert.

## Geschichte

### Komposition
Kurz nachdem Copland seine Symphonie Nr. 3 komponiert hatte, beauftragte ihn 1947 der Jazz-Klarinettist Benny Goodman, ein Konzert für Klarinette zu schreiben. Goodman erzählte dem Copland-Biographen Vivian Perlis:

Ich stellte keine Anforderungen an das, was Copland schreiben sollte. Er hatte völlig freie Hand, mit der Ausnahme, dass ich das Werk zwei Jahre lang exklusiv spielen sollte. Ich habe zweitausend Dollar bezahlt, und das ist richtiges Geld. Zu dieser Zeit gab es nicht allzu viele amerikanische Komponisten, aus denen man auswählen konnte... Wir hatten nie große Probleme, abgesehen von einem kleinen Streit über die Stelle vor der Kadenz, wo er eine Wiederholung einer Phrase geschrieben hatte. Ich war ein wenig hartnäckig, sie wegzulassen – es war die Stelle, an der die Bratsche das Echo war, um der Klarinette einen Hinweis zu geben. Aber ich glaube, Aaron hat sie schließlich weggelassen... Aaron und ich haben das Konzert ein paar Mal mit ihm als Dirigent gespielt, und wir haben zwei Aufnahmen gemacht.

Copland hielt sich 1947 als Dozent und Dirigent in Rio de Janeiro auf. Während dieser Zeit fertigte er viele Entwürfe des Konzerts an.
Am 26. August 1948 schrieb Copland, dass das Konzert immer noch „dahinplätschert“. Einen Monat später schrieb er in einem Brief, dass das Stück fast fertig sei. Am 6. Dezember 1948 schrieb er dem Komponisten Carlos Chávez, dass er die Komposition fertiggestellt habe und mit dem Ergebnis zufrieden sei.

### Aufführungen

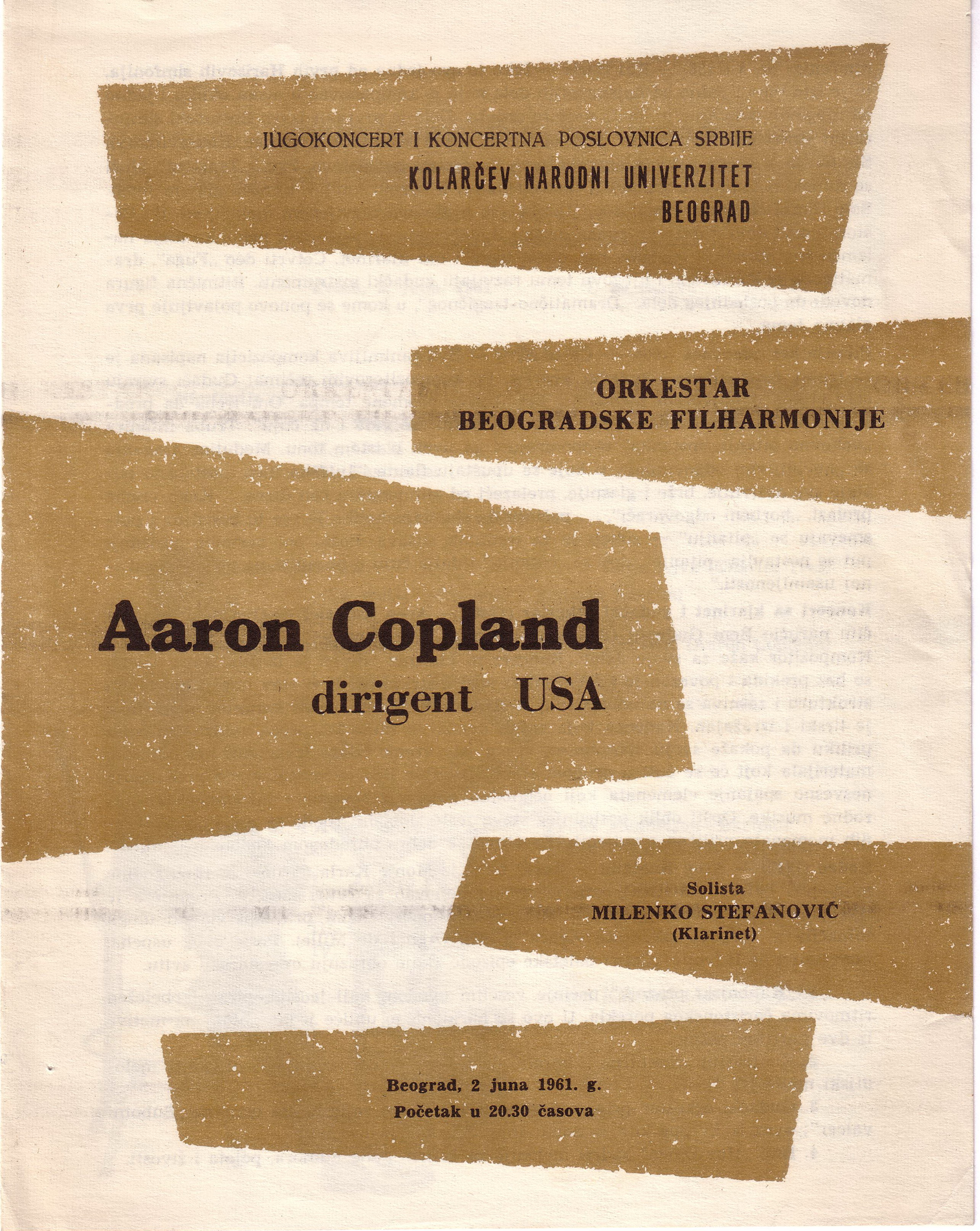
Copland Clarinet Concerto aufgeführt in Belgrad, Jugoslawien, am 2. Juni 1961, von Milenko Stefanović und dem Philharmonischen Orchester Belgrad, dirigiert von Aaron Copland

Benny Goodman hatte das Konzert in einer NBC-Radiosendung mit dem NBC Symphony Orchestra unter der Leitung von Fritz Reiner am 6. November 1950 uraufgeführt.
Einige behaupten jedoch, dass diese Aufführung nicht die Weltpremiere war, und schreiben die Weltpremiere Ralph McLane und dem Philadelphia Orchestra unter Eugene Ormandy zu, weil diese Aufführung am 28. November 1950 die erste „öffentliche Aufführung“ war. In jedem Fall war es die erste öffentliche Aufführung des Konzerts in New York.
Diese Aufführung am 28. November 1950 – wahrscheinlich kurz nach dem Ende der zweijährigen Exklusivität – war von Copland angesetzt worden, um den Druck auf Goodman zu erhöhen, da er die erste Aufführung immer wieder verschob. Eine Aufnahme der ersten Radioaufführung durch Goodman mit dem NBC Symphony Orchestra unter der Leitung von Fritz Reiner ist auf CD bei dem Label Legend Music erhältlich (siehe unten).
Das Konzert etablierte sich schnell als Standardwerk des Klarinettenrepertoires. Seit der Aufführung durch Benny Goodman gab es weitere bemerkenswerte Aufführungen, unter anderem durch:
- Stanley Drucker und die New Yorker Philharmoniker mit Leonard Bernstein
- Milenko Stefanović und das Belgrader Philharmonieorchester mit Aaron Copland (Belgrad, 2. Juni 1961)[10][11][12][13]
- Richard Stoltzman und das London Symphony Orchestra mit Michael Tilson Thomas
- Paul Meyer und das English Chamber Orchestra
- Sabine Meyer und die Bamberger Symphoniker

Besonders erwähnenswert ist jedoch die Aufnahme mit Goodman unter der Leitung von Copland selbst, die Aaron Copland als seine beste Aufnahme überhaupt bezeichnete.

## Stil und Aufbau
Copland baute viele Jazzelemente in sein Konzert ein.
Mellers – Copland als Repräsentant des amerikanischen „Anderen“ – verbindet Coplands Affinität zu Jazzelementen mit der Tatsache, dass „sowohl Neger als auch Juden Enteignete sind, die in einer kosmopolitischen Stadtgesellschaft zu Repräsentanten der Entwurzelung des Menschen geworden sind.“
Copland selbst räumte ein, dass seine charakteristische „bittersüße Lyrik“ wie im ersten Satz des Klarinettenkonzerts von seinen Gefühlen der Einsamkeit und sozialen Entfremdung aufgrund seiner Homosexualität beeinflusst worden sein könnte.
Zu diesem Stück schreibt Copland:

"Da die Instrumentierung aus Klarinette, Streichern, Harfe und Klavier besteht, hatte ich kein großes Schlagzeug, um jazzige Effekte zu erzielen, also benutzte ich klatschende Bässe und schlagende Harfenklänge, um sie zu simulieren. Das Klarinettenkonzert endet mit einer ziemlich aufwendigen Coda in C-Dur, die mit einem Klarinetten-Glissando – oder „Smear“ im Jazz-Jargon – abschließt."

Das Stück ist in einer sehr ungewöhnlichen Form geschrieben. Die beiden Sätze werden, durchgängig gespielt, verbunden durch eine auskomponierte, etwa 2½ Minuten lange Kadenz der Klarinette. Der erste Satz Slowly and expressively  ist in der A-B-A-Form geschrieben und ist langsam und ausdrucksvoll, voller bittersüßer Lyrik. Die Kadenz gibt dem Solisten nicht nur Gelegenheit, seine Virtuosität unter Beweis zu stellen, sondern führt auch viele der melodischen Themen des lateinamerikanischen Jazz ein, die den zweiten Satz Rather Fast dominieren.
Die Gesamtform des Finalsatzes ist ein freies Rondo mit mehreren sich entwickelnden Nebenthemen, die sich am Ende in einer kunstvollen Coda in C-Dur auflösen. Copland bemerkte, sein spielerisches Finale bestehe aus

„einer unbewussten Verschmelzung von Elementen, die offensichtlich mit nord- und südamerikanischer Populärmusik zu tun haben (zum Beispiel wurde eine Phrase aus einer gegenwärtig populären brasilianischen Melodie, die ich in Rio gehört hatte, in das Sekundärmaterial eingebettet).“

Dieser Teil wurde speziell für Benny Goodmans Jazz-Talente geschrieben; viele der technischen Herausforderungen überstiegen jedoch Goodmans Selbstvertrauen, und die Originalpartitur zeigt mehrere Änderungen durch Goodman, um höhere Noten zu senken, damit sie leichter zu spielen sind. Die Manuskriptseite der originalen Coda enthält Änderungsvorschläge von Goodman in Bleistift, und die Notiz darüber lautet:

„1. Version -später überarbeitet- der Coda des Klarinettenkonzerts (zu schwierig für Benny Goodman)“

In jüngster Zeit wurde die restaurierten Originalfassung unter anderem von Martin Fröst, Charles Neidich und Andrew Simon aufgeführt. In den Linernotes der Chandos-CD Composers in New York schreibt Charles Neidich, diese 1948er Coda komme komplett mit einer ungeheuer brillanten Klarinettenstimme in Form kaskadenartige Arpeggien daher, die Copland als zu schwierig für die Klarinette erachtete und die er in der überarbeiteten Fassung dem Klavier überließ.
Von dieser Fassung sind nur wenige Aufnahmen gemacht worden (siehe den Abschnitt Diskographie unten).
Das Konzert enthält weitere bemerkenswerte Bezüge wie das Material aus „The Cummington Story“, einem Dokumentarfilm des „Office of War Information“ (geschrieben 1945), der die Kulisse für die kirchlich geprägte Kleinstadt des Films bildet. Es ist das Thema der Flüchtlinge aus der unveröffentlichten Filmmusik, das in dem Konzert verwendet wird.

## Diskografie

### Auf CD erhältliche Aufnahmen
- Laura Ardan. American Classics. Naxos 8.559069, 2001, (p) 2001
- Dimitri Ashkenazy. Concertos For Clarinet. PAN Classics 510 107, 1998, (p) 1998
- Reto Bieri. Portrait. PAN Classics 510 144, 2001, (p) 2001
- William Blount, Music for the Theatre. Music Masters MM601621 1988
- Eduard Brunner. Hommage à Benny Goodman. Koch Schwann 3-1035-2, 1992, (p) 1992
- Philippe Cuper. Konzerte für Klarinette und Orchester. ADDA 581315, 1992, (p) 1993
- Karin Dornbusch. Barber, Copland, Ginastera. Caprice CAP 21591, 1998, (p) 1998
- Stanley Drucker. Copland: El Salon Mexico/Concerto for Clarinet and String Orchestra/Music for the Theatre/Connotations for Orchestra. Deutsche Grammophon 431 672-2 1991, (p) 1991
- Kim Ellis. The Music of Copland and McKinley. Navona NV5812, 2008
- Martin Fröst. Martin Fröst Plays Concertos Dedicated To Benny Goodman. BIS CD-893, 1997, (p) 1998
- Martin Fröst. Dances to a Black Pipe. BIS SACD-1863, 2011, (p) 2011 (inkl. Originalfassung der Coda)
- Benny Goodman. Benny Goodman Collector’s Edition. CBS MK42227, 1986, (p) 1986
- Benny Goodman. Reiner & Goodman. Legend LGD122, 1951, (p) 1994
- Gary Gray. Clarinet Concertos. Centaur CRC 2212, 1994, (p) 1994
- Janet Hilton. Klarinettenkonzerte. CHAN 8618, 1988, (p) 1988
- Sharon Kam. American Classics. Teldec Classics 8573-88482-2 2002, (p) 2002
- Sharon Kam. I got Rhythm, American Classics. Teldec Classics WPCS-11205 (8573-88482-2) 2002, (p) 2002
- George MacDonald. Clarinet Concertos.... ASV CD DCA568, 1986, (p) 1986
- Jon Manasse. 3 Klarinettenkonzerte. XLNT Music CD-18011, 2004, (p) 2004
- Paul Meyer. Klarinettenkonzerte. DENON CO-75289, 1993, (p) 1993
- Sabine Meyer. Homage To Benny Goodman. EMI Classics 7243 5 56652 2 5, 1998, (p) 1998
- Arne Møller. Et Clarinet portræt. Classico CLASSCD514, 1964, (p) 2004
- Charles Neidich. Composers in New-York. Chandos digital CHAN 9848, 2000, (p) 2000
- Andreas Ottensamer. Portraits. The Clarinet Album. Deutsche Grammophon 00289 481 0131, 2012, (p) 2013
- Daniel Pacitti. Works For Clarinet. Agora Musica AG026, 1995
- Ludmila Peterková. Scaramouche und andere Konzerte für Klarinette. Supraphon SU 3348-2031, 1997, (p) 1997
- Robert Plane. American Landmarks. BBC MM205 DDD 2001, (p) 2001
- David Shifrin. Clarinet Concerto.... EMI CDC 7 49095 2, 1989, (p) 1989
- Robert Spring. American Jazz Concertos. Summit Records DCD-1019, 2003, (p) 2003
- Richard Stoltzman. Copland-Corigliano, Klarinettenkonzerte. RCA Victor Red Seal RD 87762, 1988, (p) 1988
- Richard Stoltzman. Copland Klarinettenkonzert. RCA Victor Red Seal 09026 61790 2, 1993, (p) 1993
- Richard Stoltzman. The Essential Clarinet. RCA 61360, 1988, (p) 1992
- Sarah Williamson. Copland Klarinettenkonzert. Somm New Horizons. B003L1N4PI, 2010
- Andrzej Wojciechowski. A Tribute to Benny Goodman. DUX 1266, 2016

### Aufnahmen der Originalversion von 1948
- Reto Bieri. Portrait. PAN Classics 510 144, 2001, (p) 2001
- Charles Neidich. Composers in New-York. Chandos digital CHAN 9848, 2000, (p) 2000
- Martin Fröst. Dances to a Black Pipe. BIS-SACD-1863, 2011, (p) 2011

### Aufnahme einer Aufführung unter der Leitung des Komponisten
- Benny Goodman. Benny Goodman Collector’s Edition. CBS MK42227, 1986, (p) 1986

### Aufnahme der ersten Radioaufführung
- Benny Goodman. Reiner & Goodman. Legend LGD122, 1951, (p) 1994

### Auf DVD erhältliche Aufnahmen
- Richard Stoltzman. Concerto. RCA Victor BVBC-34002, 1993, (p) 1993